# The Advocate
The Advocate — американский ежемесячный журнал, ориентированный на ЛГБТ-сообщество, а также аналогичный веб-сайт. Журнал был основан в 1967 году и является старейшим и наиболее авторитетным ЛГБТ-изданием в США. Публикации в нём посвящены новостям, политике, искусству и развлечениям, которые представляют интерес для ЛГБТ. Электронная версия издания дублирует около тридцати процентов содержания бумажной версии и обновляется ежедневно.